# DEEN PREMIUM LIVE AOR NIGHT CRUISIN'
『DEEN PREMIUM LIVE AOR NIGHT CRUISIN'』（ディーン・プレミアム・ライヴ・エーオーアール・ナイト・クルージン）は、日本のロックバンドDEENのライブビデオ。2020年3月25日にエピックレコードジャパンからリリースされた。

## 解説
2019年7月26日から8月10日まで行われたDEENのライヴ「DEEN AOR NIGHT CRUISIN' 〜4th Groove〜」より、Billboard Live TOKYOでの公演を映像化した作品である。1st STAGEと2nd STAGEで全曲異なるセットリストで披露されたライヴ内容が収録されており、「DEEN AOR NIGHT CRUISIN'」としては初の単体の映像作品となる。
Blu-ray＋CDの完全生産限定盤と、DVDの通常盤の2形態でリリースされた。完全生産限定盤は、ライヴ音源を収録したCDが付属しており、スペシャルスリーヴ仕様となっている。

## 収録曲

### Disc.1（Blu-ray・DVD）
1. 太陽と花びら（AOR NIGHT）
2. Lost time（AOR NIGHT）
3. 雨上がりの空、この道を行こう（AOR NIGHT）
4. i...（AOR NIGHT）
5. Don't Worry, Be Happy（AOR NIGHT）
6. RIDE ON TIME（AOR NIGHT）
7. ユートピアは見えてるのに（AOR NIGHT）
8. 南の風（AOR NIGHT）
9. 歌に願いを 〜SONG FOR YOU〜（AOR NIGHT）
10. magic（AOR NIGHT）
11. Aloha（NEWJOURNEY NIGHT）
12. コリカンチャの祈り（NEWJOURNEY NIGHT）
13. 古里（NEWJOURNEY NIGHT）
14. 蒼星（NEWJOURNEY NIGHT）
15. Hello, my friend（NEWJOURNEY NIGHT）
16. Forever Friends（NEWJOURNEY NIGHT）
17. 君が欲しい 〜Solo te quiero a ti.〜（NEWJOURNEY NIGHT）
18. 瞳そらさないで（NEWJOURNEY NIGHT）
19. 五番街のセレナーデ（NEWJOURNEY NIGHT）
20. VIVA LA CARNIVAL（NEWJOURNEY NIGHT）

### Disc.2（CD）【完全生産限定盤のみ】
1. Aloha
2. コリカンチャの祈り
3. 古里
4. 蒼星
5. 君が欲しい 〜Solo te quiero a ti.〜
6. VIVA LA CARNIVAL
7. 太陽と花びら
8. Lost time
9. ユートピアは見えてるのに
10. 南の風
11. 歌に願いを 〜SONG FOR YOU〜
12. magic